# ドラえもんのひみつ道具 (きあ-きも)
ドラえもんのひみつ道具 (きあ-きも) では、藤子・F・不二雄の漫画『ドラえもん』、『大長編ドラえもん』(VOL.1〜17)、藤子・F・不二雄のその他の著作に登場するひみつ道具のうち、読みが「きあ」で始まるものから「きも」で始まるものまでを列挙する。

## 記憶映写とんかち
記憶映写とんかち（きおくえいしゃとんかち）は、「わすれとんかち」（てんとう虫コミックス第5巻に収録）に登場する。
本人が忘れてしまった記憶を引き出すための槌。これで人の頭を殴ると、目からちょうど映写機のように、記憶の一部が壁に映し出される。
ただし頭を殴るという危険な行為のため、多用し過ぎると一時的だがダメージで馬鹿になってしまう。映し出される記憶も断片的なため、誤解が生じやすい。劇中では記憶喪失の男性の身元調べに使ったら、おかしな記憶や互いに矛盾する記憶が次から次へと映し出され、わけがわからなくなってしまった（実はその人は俳優で、様々な役を演じた記憶が映ったため）。
なお、「記憶映写とんかち」という名前は、「ドラえもん最新ひみつ道具大事典」に載っていたもの。「ドラえもん百科　すばらしい道具のいろいろ」（てんとう虫コミックス6巻に収録）では、「なくした記おくをたたきだす『トンカチ』」と表記されていた。テレビアニメ第2作第1期、テレビアニメ第2作第2期での名称は、原作扉絵のタイトル通り「わすれとんかち」としている。

## 記憶とり出しレンズ
記憶とり出しレンズ（きおくとりだしレンズ）は、「記憶とり出しレンズ」（『小学五年生』1990年10月号掲載、単行本未収録）に登場する。
曖昧な記憶を思い出すための道具。このレンズを目に当ててスイッチを押し、思い出したいことを念じると、そのとき目で見た光景が脳裏に浮かび、心を集中することで次第にそれを鮮明な映像として思い出すことができる。
さらにもう一度スイッチを押すと、そのレンズが一種の映写機となって、思い出した映像を壁などに投影し、他の人に記憶の内容を見せることもできる。

## 機械化機
機械化機（きかいかき）は、「機械化機」（てんとう虫コミックス第29巻に収録）に登場する。
さまざまな機械の機能を人間の体にうつす道具。機能をうつしたい機械に対し、機械化機に備えられているアンテナを近づけてボタンを押すと、その機能が機械化機に記憶される。そして機械化機を人間に向けてボタンを押すと、その人の体がその機械と同じ働きをするようになる。全身が機械そのものに変身するわけではなく姿は人間のまま維持されるが、うつされた機械の種類によっては機能を再現するため体の一部が変化する場合もある。機械の機能を記憶するボタンは9つ備えられており、1つにつき1種類の機械の機能を記憶できる（テレビアニメ第2作第2期では10個以上でも可能）。人にうつした機能を止めるには機械化機本体のスイッチを止めなければならない。
テレビアニメ第2作第2期では、テレビに映っている機械でも機能を登録する事が可能となっている。
作中で機械化機に登録した機械は以下の通り。
- ラジカセ

口から音楽やラジオの放送が流れる（うつされた人が寝ていても、音楽が流れる）。中古のラジカセの場合は雑音が出る事もある。
- アイロン

右手が熱くなり、そのまま服をアイロンがけ出来る。
- ストーブ

うつされた人の体から熱が発する。うつされた人が体を寝そべっていても、床や畳は燃えない（触れると火傷はする）。
- ラジコン飛行機

うつされた人がラジコン飛行機となって空を飛ぶ。機械化機本体がプロポとなって操縦するが、操縦が難しい。
- 自動車（テレビアニメ第2作第2期ではバイクも含む）

うつされた人の手足がタイヤのように回転し、自動車（又はバイク）並みの速さで走行する。
- トースター

テレビアニメ第2作第1期のみ。口から焼けた食パンが数枚出てくる。
- 掃除機(未遂)

うつされた人の口が吸込口になり、ゴミや埃を口から体内に吸い込むことになると思われる。作中では未遂で済んだ。　
- 懐中電灯

テレビアニメ第2作第2期のみ。目から光が出る。
- ドライヤー

テレビアニメ第2作第2期のみ。口から温風が出る。
- ポット

テレビアニメ第2作第2期のみ。口から熱湯が出る。
- 電話

テレビアニメ第2作第2期のみ。口からコール音が鳴る。左手が受話器になっており、電話の相手と会話が出来る。
- 削岩機

テレビアニメ第2作第2期のみ。体が上下に振動し、足で地面を削る（その場に留まっていると、地面に潜る）。
- ロケット

テレビアニメ第2作第2期のみ。足から炎が出て空高く飛ぶ。

## キカイソダテール
キカイソダテールは、「すなおなロボットがほし～い!!」（小学館コロコロ文庫『ドラえもん ロボット編』に収録）に登場する。
機械を育てることのできる液状の薬剤。機械にひと液垂らすと大きくなる。単に大きさが変わるだけではなく成長し、玩具のミニカーを本物の自動車にまで成長させることもできる。
1時間に1滴ずつ使うのが正しい使用法だが、作中にてのび太は玩具のロボットへ一度に大量にかけたため、大きくなったロボットが暴れ出してしまった。
「ドラえもん最新ひみつ道具大事典」や、テレビアニメ第2作第2期版でものび太やドラえもんが玩具のロボット（後者はセワシの物）を育てようとしたが、かけ過ぎて老人ロボットになってしまった。

## ききがきタイプライターとマイク
ききがきタイプライターとマイクは、「ききがきタイプライター」（てんとう虫コミックス第35巻に収録）に登場する。
現在実用化されているいわゆる音声認識技術の一種。付属のマイクに向かって話したことが実際にタイプされる道具。ただし、余計なことをしゃべるとそれもタイプされてしまう。また、大きな声で話すと文字が大きくなるほか、動物の鳴き声や自動車の音といった、人の声以外の音も擬音語でタイプされる。
マイクは小型で宝石にも似ており、ドラえもんによると高額らしい。

## 気候集中装置
気候集中装置（きこうしゅうちゅうそうち）は、「まわりのお天気集めよう」（てんとう虫コミックス第43巻に収録）に登場する。
気候を一定地域内に集中させる機械。この機械から伸びているホースで輪を作って地面に広げておくと、前もって指定しておいた地域内の降水（雨、雪）、陽射しなどがその輪の中に集中する。たとえば100メートル四方の陽射しを数メートルの輪の中に集中すれば、弱い冬の日光でも熱いほどの気温になり、洗濯物もあっという間に乾く。また、降水は機械が働いている限り地面に着いて以降も輪の外に流出することはない。翌朝までに消えるような雪が東京に降っても、それを野比家の敷地内だけに集中させれば、野比家だけが高さ10メートルはあろうかという大雪に包まれる。輪の中に雪や雨を降らせた場合、輪の外の指定地域に雪や雨が漏れることはない。

## きこりの泉
きこりの泉（きこりのいずみ）は、「きこりの泉」（てんとう虫コミックス第36巻に収録）に登場する。
円形のマットの形をしていて折り畳めるが、マットの中央は泉のように深い水になっている。
イソップ寓話「金の斧」を再現した道具。この中に交換したい物を投げ込むと、女神ロボットが投げ込まれた物と同じだが高価でグレードアップした物を持って浮き上がってくる。女神が伝説どおりに「あなたが落とした物はこの綺麗な――ですか?」と尋ねてくるので、ここで正直に「いいえ」と言えば、ご褒美に上位品を貰える。欲に目がくらんで女神の質問に「はい」と答えた場合は、何も貰えない（アニメではスネ夫が被害にあっているが、原作でこの下りはない）。
なお、伝説とは異なり上位品を貰った場合は、投げ込んだ品は返してもらえない。また、一度泉に落とした物は二度と同じ物を取り出すことはできない（上位品を貰うか、何も貰えないかのどちらかである）。基本的に投げ込まれた物よりよい物が貰えるが、物によってはありがた迷惑になることもあり、その時も受け取りを拒むことはできない。
テレビアニメ第2作第2期「きこりの泉」（2005年7月29日放送）では、「使用回数は5回まで」という設定が付加されたが、話の進み具合には全く影響はなかった。「はい」「いいえ」いずれの場合でも1回の使用として数えられる。
| 元の物                      | 上位品                   | 使用者     | 登場作品                                    | 受け答え                 | 備考   |
| --------------------------- | ------------------------ | ---------- | ------------------------------------------- | ------------------------ | ------ |
| 食べかけのどら焼き          | 大きなどら焼き           | ドラえもん | 原作                                        | 否定（いいえ）           |        |
| ボロボロのグローブ          | 新品のグローブ           | 野比のび太 | 原作                                        | 否定（いいえ）           | [ 4 ]  |
| クシャクシャにした0点の答案 | 表彰状のように立派な答案 | 野比のび太 | アニメ第2作第2期2回目 （2011年4月8日放送）  | 否定（いいえ）           | [ 6 ]  |
| 古いワンピース              | 新品のワンピース         | 源静香     | 原作                                        | 否定（いいえ）           |        |
| ラジコン飛行機              | なし                     | 骨川スネ夫 | アニメ第2作第1期                            | 肯定（はい）             |        |
| ラジコン型ロボット          | なし                     | 骨川スネ夫 | アニメ第2作第2期1回目 （2005年7月29日放送） | 肯定（はい）             | [ 7 ]  |
| ゲーム機                    | なし                     | 骨川スネ夫 | アニメ第2作第2期2回目 （2011年4月8日放送）  | 肯定（はい）             | [ 7 ]  |
| 小石                        | 大きな石                 | 骨川スネ夫 | アニメ第2作第1期 アニメ第2作第2期2回目      | 否定（違います）         | [ 8 ]  |
| ジャイアン（剛田武）        | きれいなジャイアン       | 剛田武     | 原作                                        | 否定（もっときたないの） | [ 10 ] |
| ガードしおまねき            | ガードタラバガニ         |            | 『ひみつ道具博物館』                        |                          |        |

女神ロボット
声 - 荘真由美（1987.4）→川村万梨阿（2005.7-）
きこりの泉の中の女性型のロボット。髪の色は緑。この色遣いについては、作者の藤子・F・不二雄は原作の執筆当初、黒髪を想定していたが、アシスタントに「みどりの黒髪」で塗るように指示したところ、アシスタントが意味を間違えて文字通り緑色に塗ってしまい、藤子も「まあ、きれいな色だからいいでしょう」と直さなかったというものである。いつも笑顔を絶やさないが、嘘の答えを聞くと顔をしかめ、「貴方はウソつきですね、ウソつきには何も差し上げません」と言う。美しい容姿とは裏腹に巨大な岩を持ち上げる程の怪力を持っている。
怪盗DXのきこりの泉
映画『ドラえもん のび太のひみつ道具博物館』に登場。作中、通常のきこりの泉も登場し女神ロボットの声は同じ（どちらも川村万梨阿）。怪盗DXのきこりの泉が複数登場し、一つの泉に物を入れると、他の泉からも全てほぼ同時に物（入れた物の上位品）を出してくる。

## 技術手袋
技術手袋（ぎじゅつてぶくろ）は、『ドラえもん のび太の宇宙小戦争』に登場する。
この手袋を手にはめると、指先がさまざまな工具に変化し、どんな工作でもできる。作中ではスネ夫のラジコン戦車を実戦用に改造するために使用された。

## 奇術用のトランク
奇術用のトランク（きじゅつようのトランク）は、「ハイキングに出かけよう」（てんとう虫コミックス第0巻に収録）に登場する。
旅行用トランクを模した道具。これの中に人を入れると、動物に変身させることができる。
作中ではドラミが「空飛ぶ旅行カバン」を出そうとドラえもんの四次元ポケットを探り、誤って取り出したもの。

## 気象シート
気象シート（きしょうシート）は、「雪アダプターいろいろあるよ」（てんとう虫コミックス第26巻に収録）に登場する。
ドラえもんの道具だが、本来は未来の小学校で気象実験に用いられる教材。
本体の機械に1メートル四方程度のシートが接続されており、機械に備えられている「風」「雲」「雨」などのボタンを押すと、小規模ながら本物同様の気象がシート上に再現される。シートを何枚も繋ぎ合わせ、作り出す気象の規模を広げることもできる。
オプションとしてさまざまなアダプターがあり、作中ではさまざまな雪の種類として、暖かい雪を降らせる「ホカホカ雪」、ひとりでに雪だるまの形に降る「だるま雪」、ひとりでに城の形に降る「しろ雪」、雪合戦用の雪玉がひとりでにでき上がる「かっせん雪」、雪女が現れる「おんな雪」が使用されている。

## ギシンアンキ
ギシンアンキは、「世の中うそだらけ」（てんとう虫コミックス第9巻に収録）に登場する。
錠剤型の道具。悪魔と思われる絵が描かれたラベルの張られたガラス瓶に入っている。この錠剤を飲むと極度の疑心暗鬼になり、見るもの聞くものすべてに対し疑ってかかるようになる。間違った考えでも自分で気付かない限り強引に実行し他者の忠告では改めない、交通標識なども従わず危険な行動をとるといった欠点がある。この薬を飲んだ者を思い通りに動かすには、反対の言葉を言う必要がある。
「スナオン」を服用すると効果が上書きされ、ギシンアンキの効果は消える。
作中では、ドラえもんがお人好しののび太に飲ませたが、ジャイアンを執念深く追う（のび太がごまかされた額を計算違いして高く請求し、ジャイアンは支払いを拒んで逃げた）、ジャイアンの家に無理矢理上がり込もうとする、無関係のスネ夫達に乱暴する（体格上無理があるのに「ジャイアンが変装しているんだろ」「隠れているのはわかっている」とスネ夫の面皮を剥ごうとしたり静香のスカートをめくったりした）等、予想外な出来事が起こった。最終的にドラえもんがのび太に「これは毒だから飲むな」とウソを言い、それを疑ったのび太にスナオンを飲ませる事に成功した。
ギシンアンコ
テレビアニメ第2作第2期「世の中うそだらけ」（2006年7月7日放送）に登場。壷入りのあんこで、これを食べるとギシンアンキを服用した状態と同じになる。

## きずグスリつき自動まきほうたい
きずグスリつき自動まきほうたい（きずグスリつきじどうまきほうたい）は、「大きくなってジャイアンをやっつけろ」（てんとう虫コミックス『ドラえもんプラス』2巻に収録）に登場する。
一見ただの包帯だが、手を触れなくてもひとりでに患部をぐるぐる巻きにする。ジャイアンにいじめられるのび太を見かねたドラえもんが、喧嘩に負けた際を想定して出したもの。

## 着せかえカメラ
「着せかえカメラ」を参照

## 季節カンヅメつめあわせ
季節カンヅメつめあわせ（きせつカンヅメつめあわせ）は、「季節カンヅメ」（てんとう虫コミックス第44巻に収録）に登場する。
ジュースの缶を模した道具。春夏秋冬の4種類がある。プルトップはステイオンタブ式ではなくプルタブ式（前者は初出当時未普及）。この道具を使うとその周りだけ現在の季節と違う環境を作り出すことができる。現在の環境と同じ種類の缶を使うとその季節の環境がより強調される（たとえば冬に冬の缶を使うと、北極程度の寒さになる）。また、柿の木の側に秋の缶を投げると柿の実がなり、桜の木の近くに春の缶を投げると桜が満開になる。缶の効力は8時間持続する。
作中ではドラえもんがお中元で貰ったものとして登場し、箱の中には缶が1ダース（4種類のが3本ずつ）入っていた。しかし、のび助や玉子が缶を使用した際は4本以上になっていた。

## 季節の音スピーカー
季節の音スピーカー（きせつのおとスピーカー）は、「はるかぜうちわ」（藤子・F・不二雄大全集第10巻に収録）に登場する。
ラッパ型のスピーカーが、管の両端に大小2つ付いている形の道具。冬に、大きな方の口を地面にあてると、小さい方の口からゆっくりとした重く低い足音（春の足音）が聴こえてくる。
作中では名称不明。名称の初出はテレビアニメ第2作第1期「春風うちわ」（1992年1月31日放送）。

## 北風のくれたテーブルかけ
北風のくれたテーブルかけ（きたかぜのくれたテーブルかけ）は、「メルヘンランド入場券」（てんとう虫コミックス第39巻に収録）、『ドラえもん のび太の魔界大冒険』に登場する。
テーブルクロスから注文した料理がいろいろと出てくる。以下の2つが作中に登場する。
『ドラえもん のび太の魔界大冒険』登場分
正確にはドラえもんのひみつ道具ではなく、魔法世界の住人である美夜子が旅先で出したもの。科学的なものではなく魔法道具の1つ。説明文として「ドラえもんのグルメテーブルかけと同じ」とされている。前述の名称は映画でのもので、漫画では「北風のテーブルかけ」と呼ばれている。
「メルヘンランド入場券」登場分
22世紀のテーマパーク「メルヘンランド」での食事のためにドラえもんがレンタルしたもの。
北風のくれたテーブルかけはノルウェーの童話でハンス少年が北風にもらったテーブル掛けの話が元になっている。

## 着たまませんたくできるスプレー
着たまませんたくできるスプレー（きたまませんたくできるスプレー）は、「着たまませんたくできるスプレー」（『よいこ』1972年11月号掲載、藤子・F・不二雄大全集第18巻に収録）に登場する。
人が服を着た状態で、スプレー缶から石鹸状の泡を服に吹き付けることで、着たままで服の汚れを洗い落とすことができる。ただし、使用法を誤ると辺り一面が泡だらけになってしまう。

## 気まえのよくなるくすり
気まえのよくなるくすり（きまえのよくなるくすり）は、「お金なんか大きらい!」（てんとう虫コミックス第16巻に収録）に登場する。
瓶入りの白い薬。これを服用すると、誰かれ構わず他人にお金や持ち物をあげたくなる。効き目はかなり強烈で、のび太がのび助に食べさせたところ、のび助は終いにはホームレスの者に自分の家を譲ろう（テレビ朝日版アニメ第2期ではおままごとをしている子供たちにお金をあげよう）とした。
取り消すにはくすりをきかなくするくすりを飲む必要がある。
『ドラえもん全百科（ドラえもんオールひゃっか）』（1979年7月発行）を始めとするひみつ道具の事典では、道具の名称を一様に「お金をあげたくなるキャンデー」としている。

## 気まぐれカレンダー
気まぐれカレンダー（きまぐれカレンダー）は、「気まぐれカレンダー」（てんとう虫コミックス第41巻に収録）に登場する。
このカレンダーの日付を自分で変更すると、その変更した日付の気候にすることができて、周囲もそう思い込む。
その原理について作中では「地球の地軸の向きを動かすことで季節を変える」と説明されているが、これは気まぐれカレンダーを乱用するのび太を懲らしめるための芝居の一環であり真偽は不明。

## 気ままに夢見る機とアクセサリー・セット
気ままに夢見る機とアクセサリー・セット（きままにゆめみるきとアクセサリーセット）は、『ドラえもん のび太と夢幻三剣士』に登場する。
ビデオソフトを見るように、思いのままの夢を楽しむことができる機械。夢の内容が入っている「夢カセット」を本体にセットし、ホクロのような「マイクロアンテナ」を顔につけて眠ると、本体から放たれた夢電波がアンテナで受信されることで、その夢を見ることができる。登場人物には顔がなく、配役は夢を見る人が自由に決める事ができるので自分、友人などの顔を自在に指定できる。眠っている本人以外の者が機械を操作する際は、その夢に対してあれこれ口出しし、夢を見ている者と会話することもできる。あらかじめリモコンを手にしておいて眠れば、夢の中から「夢見る機」を操作することも可能。また、アンテナを複数人につければ、複数人で同じ夢を見、同じ世界を味わうこともできる。
隠し機能として「かくしボタン」があり、これを使用すると現実と夢が入れ替る。しかし使用者以外にはそのようなことはなく、使用していないのび助（映画では玉子）がボタンを押しただけで元に戻ってしまった。作中では夢見る機の世界の中で、のび太たちが一度死んで生き返るという描写がある。
ユメテレビと同様に、離れた場所にいるほかの人間の夢を機械に映し出すこともできる。また、自家用衛星の偵察衛星のように、離れた場所のリアルタイムの映像を見ることができる「透視ビジョン」という機能もある。
夢カセットは「夢カセット集」として、SF、メルヘン、RPG風、神話風、アクション、メロドラマ、スリラー、ホームドラマ、学園物、西部劇、オカルトなど何十本も用意されており、別売りカセットもある。別売りの内、新製品『夢幻三剣士』が映画の舞台となった。このカセットは、一方通行で夢が展開するほかの夢カセットとは異なり、いわば「第二の現実」ともいうべき世界を創造する画期的な製品で、夢見る人の行動によって世界の情勢が変わり、さらにそれが現実世界にも影響を及ぼすほど強いパワーを持つ。
作中ではカセットの中の悪役の1人トリホーが現実世界に現れ、のび太を三剣士の世界へ誘うことで物語の筋書きを変え、自分たちが永遠に夢宇宙を支配し続けようと企んだ。
作中で登場したカセットは、『夢幻三剣士』以外には次のようなものがある。
- 『バームクーヘンマン』 - 空を飛ぶヒーロー物。のび太のリクエストにぴったりだとしてドラえもんが薦めたが、のび太曰く「それって僕より若い子向きじゃないの？」。
- 『ジュラシックプラネット』 - 恐竜の住む惑星での冒険物で、監督はスピルバーガーという人物が担当。予告編の映像付き。これを見たのび太も「面白そう」と評したが、登場人物が三人の少年だけで女の子が出てこないという理由で、結局このカセットは使わなかった。
- 『アトランチス 最後の日』 - アトランチス崩壊とその後の冒険を描いた神話風の作品。主人公の羊飼いが王女を助け、やがて王国を築くと言う壮大な物語だったようだが、夜明けが迫っていた為にのび太はテープを早回しして王女を助けるシーンだけを見た。アダプター・セットの中には、おねしょの対策として「瞬間クリーニングドライヤー」が含まれている。

なお映画では「気ままに夢見る機セット」と呼ばれていた。類似した道具に「ドリームプレイヤー」がある。

## きもだめしめがね
きもだめしめがねは、「きもだめしめがね」（てんとう虫コミックス『ドラえもんプラス』第3巻に収録）に登場する。
この眼鏡をかけると、周囲の何気ない者がすべて怖い物に見えるので、いつでもどこでも肝試しができる。道行く通行人は妖怪や幽霊に、煙草の火は人魂に、小さな水たまりは巨大な湖に見える。
普通の物が怖い物に見える一方、ただでさえ怖い物は使用者にとって最も怖い物に見えるらしい。
作中では、この眼鏡をかけた人から見たドラえもん達はドラえもんが大ダヌキ、ジャイアンがぬっぺほふ、スネ夫が唐かさオバケに見えた。アニメではのび太と静香のお化けの姿が判明しており、のび太がテレビアニメ第2作第1期では半魚人、第2期では一つ目小僧に見えた。静香は第2期のみ判明しており、ろくろ首に見えた。また、この眼鏡をかけたジャイアンが怪物のマスクをかぶったのび太達を見た際、その姿はジャイアンの母ちゃんに見えた。